# 4-es villamos (Debrecen)
A debreceni 4-es jelzésű villamos a Városháza és a Vágóhíd között közlekedett. Egyike volt az első villamos-szárnyvonalaknak a városban, a '60-as évek közlekedéspolitikájának köszönhetően 1975. június 23-án megszűnt.

## Története
1896-ban épült meg a Városháza és a Dohánybeváltó közti egyvágányú vonal. A személyszállítást ekkor még lóvasúti, a teherszállítást pedig gőzvontatású szerelvényekkel végezték. 1911-ben a város közúti vasúti hálózatát villamosították. Ekkor hosszabbították meg a vonalat a Vágóhídig, mivel a Budapest-Záhony vasútvonal fölé felüljáró épült. Itt volt a város villamoshálózatának legnagyobb, 27%-os emelkedője.
1962-ben a vonal belvárosi szakaszát a Kossuth utcáról a Béke útjára (ma Szent Anna utca) helyezték át, így a vonal ezen végpontja már nem érintette érdemlegesen a város központi részét.
1970-től fokozatosan szüntették meg a villamos-szárnyvonalakat a városban, utoljára a 4-esre került sor 1975-ben. Pótlására 4-es villamospótló buszt, majd a 30-as buszt indították el.

## Útvonala

Légifelvétel az Attila térről a villamossal (1910-es évek)

1975-ben a 4-es villamos végállomása a Béke útja legelején volt, a Jászai Mari utcánál, az 1-es vonal Nagyerdő felé haladó vágányára üzemi kapcsolattal, a vasútállomás felé egy visszafogóváltó segítségével kapcsolódott. A Béke útja elejétől az Attila tér irányába közlekedett tovább, itt volt az első kitérő a görögkatolikus templom előtt. A 4-es út városi szakaszának keresztezése után továbbhaladt a vasúti felüljárón, és egészen a Vágóhíd utca legvégéig, a Diószegi út sarkáig közlekedett. A vágóhíd utcai kitérő a felüljáró után nem sokkal állt, nagyjából ott ahol az út fölötti vezetékek északkeleti irányban elkanyarodnak. A vonal a végállomás előtt még a Vágóhídra bevezető MÁV iparvágányt is keresztezte.
A villamos a felüljáróig lakóövezeten, a felüljáró után viszont ipari és sportterületeken haladt keresztül. A szóló kocsik kapacitása kevésnek bizonyult, így általában ikerkocsik, vagy hármas szerelvények (középen pótkocsi) közlekedtek a vonalon, de a megszüntetés közeledtével már az FVV csuklósok is egyre gyakrabban bukkantak fel. A vonalon a legsűrűbb követési idő kb. 10 perc lehetett.

## 4A
A 4-es villamos meghosszabbítása után indult egy betétjárat az addigi 4-es vonalán. A foci meccsek alatt pedig a régi sportpályáig közlekedett.